# Bataille de Plaisance (217 av. J.-C.)
Pour les articles homonymes, voir Bataille de Plaisance.
deuxième guerre punique
La bataille de Plaisance est une bataille secondaire du début de la deuxième guerre punique.
En décembre 218, environ dix mille Romains rescapés de la défaite de la Trébie se sont repliés sur Plaisance, place fortifiée qu’ils ont défendu avec succès contre une attaque par la cavalerie d’Hannibal.
Après un bref hivernage, Hannibal renonce à passer les Apennins en raison du mauvais temps et se dirige de nouveau vers Plaisance, que le consul Tiberius Sempronius Longus vient de rejoindre. Hannibal se range en bataille avec douze mille fantassins et cinq mille cavaliers. Le consul sort de la ville et le combat commence. Au début du combat les Romains ont l'avantage, repoussent les Carthaginois dans leur camp et commencent à les assiéger. Alors Hannibal ne laisse que peu de troupes sur son retranchement et regroupe le reste vers le milieu du camp, avec l'ordre de ne pas bouger. Finalement, lassés de ne pouvoir prendre le camp de force, les Romains se replient. Alors Hannibal contre-attaque avec sa cavalerie à droite et à gauche et lui-même au centre avec ses troupes d'élite. Un combat sanglant s'engage mais la nuit fait arrêter les opérations.
Les pertes rapportées par Tite-Live sont équilibrées, de six cents fantassins et trois cents cavaliers dans chaque camp, mais les Romains perdent plusieurs chevaliers, cinq tribuns militaires et trois préfets commandant les alliés. Après cet affrontement indécis, les belligérants délaissent la plaine du Pô, Sempronius se replie sur Lucques et Hannibal en Ligurie.